# Менителнични ефекти
Менителничните ефекти (МЕ) са частни документи, за чиято действителност не се изисква наличието на кауза (основание). Такива ценни книги са менителницата, записът на заповед и чекът. Те са несъдебно изпълнително основание и представляват формални, едностранни, безусловни и абстрактни сделки.
Менителничните ефекти от една страна са документ, материализиращ правото, а от друга – вещ, която може да се залага или за която да се приложи правото на задържане. Същевременно те са кредитно средство, с което се отлага едно бъдещо плащане, но служат и като гаранция, тъй като при неплащане кредиторът може да се снабди с изпълнителен лист без съдебен процес.